# 2014 SU349
2014 SU349 est un  transneptunien considéré comme centaure, de magnitude absolue 7,2 son diamètre est estimé à 200 km, il est encore très mal connu.